# Gold(III)-iodid
Gold(III)-iodid ist eine anorganische chemische Verbindung des Golds aus der Gruppe der Iodide.

## Gewinnung und Darstellung
Gold(III)-iodid kann durch Verdampfen einer 1:1-Lösung von Gold(III)-chlorid in Iodwasserstoffsäure gewonnen werden.

## Eigenschaften
Gold(III)-iodid ist ein instabiler grüner Feststoff, der sich rasch in Gold(I)-iodid zersetzt. Er ist praktisch unlöslich in kaltem Wasser und zersetzt sich in heißem Wasser. Es ist schwierig, diese Verbindung in festem Zustand (als möglicherweise dimeres Au2I6) zu isolieren oder sie durch Matrixisolierungsverfahren nachzuweisen. Das monomere AuI3 ist von der idealen trigonal-planaren Form „Jahn-Teller“ verzerrt, nimmt aber eine Y-förmige Struktur an.